# Kaufbeuren
Kaufbeuren (hist. Buron; swg. Beira) – miasto na prawach powiatu w Niemczech, w kraju związkowym Bawaria, w rejencji Szwabia, siedziba regionu Allgäu. Liczy 41 745 mieszkańców (2011). Najbliżej położone duże miasta to Monachium (ok. 70 km na północny wschód) i Augsburg (ok. 80 km na północ). Do miasta można dojechać pociągiem z Monachium, Füssen i Augsburga.

## Transport
W mieście znajduje się stacja kolejowa Kaufbeuren.

## Sport
- ESV Kaufbeuren – klub hokeja na lodzie

## Miasta partnerskie
- Ferrara
- Szombathely